# Conus blatteus
Espèce
Conus blatteus est une espèce de mollusques gastéropodes marins de la famille des Conidae.
Comme toutes les espèces du genre Conus, ces escargots sont prédateurs et venimeux. Ils sont capables de « piquer » les humains et doivent donc être manipulés avec précaution, voire pas du tout.

## Taxonomie

### Publication originale
L'espèce Conus blatteus a été décrite pour la première fois en 1979 par le malacologiste japonais Tokio Shikama (d) dans « Science Reports of the Yokosuka City Museum »,.

### Synonymes
- Conus (Leporiconus) blatteus Shikama, 1979 · non accepté
- Kioconus (Isoconus) blatteus (Shikama, 1979) · non accepté
- Kioconus blatteus (Shikama, 1979) · non accepté